# 朱世琳
朱世琳 (1971年3月—)，中共党员，北京大学物理学院教授，主要从事标准模型的低能唯象理论方面的研究工作。入选中华人民共和国教育部2008年度"长江学者"特聘教授。曾获得第十届中国青年科技奖等奖项。